# Guadalupe Murguía Gutiérrez
María Guadalupe Murguía Gutiérrez (Ciudad de México, 17 de diciembre de 1955) es una profesora, abogada y política mexicana, miembro del Partido Acción Nacional. Desde el 1 de octubre de 2021 hasta el 30 de septiembre de 2023, fue la secretaria general de Gobierno de Querétaro durante la gubernatura de Mauricio Kuri, cargo que ya había desempeñado de 1998 a 2001 durante la gubernatura de Ignacio Loyola Vera. Asimismo, también se desempeñó como diputada federal de 2015 a 2018, donde ejerció como presidenta de la Cámara de Diputados en 2017, y como senadora por Querétaro de 2018 a 2021. Desde el 1 de septiembre de 2024 es senadora por Querétaro en la LXVI Legislatura, donde también funge como coordinadora del grupo parlamentario del PAN.

## Estudios y carrera profesional
Guadalupe Murguía es abogada egresada de la Escuela Libre de Derecho, dondo cursó sus estudios en la generación de 1973 a 1978; ejerció de forma particular su profesión entre ese año y el de 1994. Entre 1990 y 1991 fue docente de Derecho laboral y de 1991 a 1992 de Curso de Obligaciones.
Desde 1997 es miembro de la Barra Mexicana del Colegio de Abogados de Querétaro.

## Carrera política
El primer cargo público que ocupó fue de la Procuradura Fiscal del estado de Querétaro entre 1994 y 1995 y entre 1996 y 1997 fue titular del Fideicomiso Querétaro No. 5.
En 1997 fue nombrada Secretaria del Ayuntamiento de Querétaro siendo presidente municipal Francisco Garrido Patrón, quien había sido su compañero de estudios en la Escuela Libre de Derecho. En 1998 el gobernador del estado, Ignacio Loyola Vera, la nombra Secretaria General de Gobierno, cargo en el que permanece hasta 2001.
En 2001 es nombrada titular de la Unidad de Enlace Federal de la Secretaría de Gobernación y en 2003 es nombrada Secretaria de Educación del gobierno de Querétaro por el gobernador Francisco Garrido Patrón. 
En dos ocasiones dejó la titularidad de a secretaría de Educación para buscar ser candidata del PAN a Presidente Municipal de Querétaro. Renunció al cargo por primera vez el 26 de agosto de 2005, y al no lograr la candidatura que correspondió a Manuel González Valle, retornó a su cargo. El 17 de marzo de 2009 renunció por segunda ocasión para buscar la misma candidatura, postulación que recayó en Francisco Domínguez Servién.
Retornó a desempeñar funciones en el gobierno federal, ocupando el cargo de directora de Ciencia y Tecnología del Mar de la Secretaría de Educación Pública de 2010 a 2011 y de ese año a 2012 fue directora general del Colegio de Bachilleres.
En 2013 fue elegida regidora del ayuntamiento de Querétaro y en 2015 diputada federal plurinominal a la LXIII Legislatural. En la Cámara de Diputados fue secretaria de la comisión de Puntos Constitucionales e ingrante de la comisión de Educación Pública y Servicios Educativos y de la comisión de Gobernación. Fue además presidenta de la comisión para continuar las investigaciones y dar seguimiento a los resultados del GIEI, designado por la CIDH, relacionadas con los hechos ocurridos en Iguala, Guerrero, a alumnos de la Escuela Normal Rural de Ayotzinapa -Raúl Isidro Burgos-.
El 1 de septiembre de 2016 asumió como vicepresidente de la mesa directiva de la Cámara de Diputados, anunciándose desde ese día que en el siguiente periodo ordinario de sesiones pasaría a ocupar el cargo de presidente de la misma. Asumiendo este cargo formalmente el 1 de marzo de 2017.
Fue electa senadora por el Estado de Querétaro tras ganar la elección del 1 de julio de 2018. A tres años de tomar protesta, solicitó licencia por tiempo indefinido el 10 de septiembre del 2021, argumentando su nueva responsabilidad como secretaria general de Gobierno del Estado de Querétaro durante la administración del gobernador Mauricio Kuri. El 30 de septiembre de 2023 dejó dicho cargo para postularse nuevamente al Senado de la República por Querétaro, en fórmula con Agustín Dorantes, ganando la elección. Desde el 1 de septiembre de 2024 ejerce como senadora por Querétaro en la LXVII Legislatura, además de fungir como coordinadora del grupo parlamentario del PAN.